# 幾億光年
〈幾億光年〉（いくおくこうねん、Ikuokukonen）是日本樂隊Omoinotake的歌曲。作為樂隊的第二張實體單曲，於2024年2月28日由Sony Music Associated Records旗下的品牌「onenation」發行。這首歌是為TBS週二連續劇『Eye Love You』的主題曲而創作的。也做為第97屆選拔高等學校棒球大會入場行進曲。

## 解說
這首歌曲是一首中速的情歌，歌詞表達了無論距離或時間如何隔絕，對愛的執著與不變的心情。歌曲中的銅管編曲由小西遼負責。歌曲標題「幾億光年」寓意著難以想像的遙遠距離。最初的標題是「幾千光年」，但因為幾千光年的範疇中依然實際存在星球，因此將標題改為了「幾億光年」。
單曲的封面設計由SEIYA FUJII擔任指導，Noboru Wada (AGLAONEMA)擔任藝術總監， NKCN擔任平面設計師，Atsuya Katabami擔任製作經理，以花卉藝術家井上樹的作品為基礎，畫面中描繪了生長中的花朵和經過長時間枯萎的花朵，象徵著時間的流逝。
本歌曲創作過程比較特別，並非先作曲或先作詞，而是同時進行。並分享當時劇組提出的需求是想做出一首純潔的曲子。
B面曲〈女演員〉是一首以「扮演自己」為主題的女性視角情歌。樂隊在J-WAVE節目『誰だってNeed Music』中透露，這首歌與〈幾億光年〉一樣，也是以星星與夜空為主題。該曲的錄音室LIVE影片於3月5日公開。

## 背景
2023年12月5日，宣布Omoinotake的歌曲將被用作TBS週二電視劇於2024年1月23日首播的電視劇『Eye Love You』的主題曲。這是自2023年的「渦幕」以來，樂隊再次被選為電視劇的主題曲，而這次是首次為黃金時段的電視劇創作主題曲。
關於這首歌曲，樂隊表示：
在人生中，我們相遇、心靈交流、互相扶持。「愛戀」幾乎是由奇蹟構成的。在這次接受主題曲邀請時，回顧劇情，我再次深刻感受到這一點。
1月12日，宣布這首歌曲將於1月24日數位發行。同時公開封面。

## 商業表現
2024年12月，Billboard JAPAN公布的2024年榜中，〈幾億光年〉獲得了「Billboard Japan Hot 100」第三名。
2024年年末，〈幾億光年〉以3.6億播放次數登上自2018年3月以來持續統計至今的Billboard JAPAN「串流媒體總播放次數」排行榜，為第79名，此歌曲是唯三在今年發行並登上此排行榜的歌曲，其他的歌曲為Creepy Nuts的〈Bling-Bang-Bang-Born〉，MRS. GREEN APPLE的〈紫丁香〉。
音樂製作人いしわたり淳治在關JAM 完全燃SHOW的「專業人士選出的年度個人十大最佳作品（プロが選ぶ年間マイベスト10）」節目中，將〈幾億光年〉選為2024年的第三名，並說道：「毫無疑問，這是2024年最具代表性的名曲之一。」
2025年8月13日，該歌曲在Billboard JAPAN的串流媒體累積播放次數超過5億次。

### 認證
|                       | 認證 (RIAJ) | 認證單位      |
| --------------------- | ----------- | ------------- |
| 串流媒體              | 三白金      | 3億次播放次數 |
| *僅基於認證的播放次數 |             |               |

## 獲獎
第119回日劇學院賞「最佳電視劇歌曲」提名。
第66屆日本唱片大賞「優秀作品賞」。
USEN MUSIC AWARD 2024的『2024 年度 USEN HIT J-POP 排行』第一位。
2025年『第39回 日本金唱片大賞』的「串流媒體的最佳5首歌曲」「下載的最佳3首歌曲」雙獎。
MUSIC AWARDS JAPAN 2025，獲得「最佳日本搖滾歌曲」「最佳聽眾選擇：國內歌曲」「年度卡拉OK：日本流行音樂」「收音機特別獎」提名。

## 發行
CD單曲以通常盤和初回生產限定盤兩種形式發售。初回生產限定盤將附贈收錄過去現場演出的特典Blu-ray。
1月23日，宣布這首歌曲將作為樂隊的第二張實體單曲，於2月28日發行。此外，Sony Music Shop提供的早期預約特典包括“Omoinotake〈幾億光年〉SG發行紀念的高級錄音室現場演出”邀請抽選活動，以及基於歌曲下載購買的贈品企劃。次日，該歌曲數位發行。

## MV
2月6日於YouTube公開。該影片除了展示樂隊演奏歌曲的畫面外，還描繪了由髙石あかり和宇佐卓真演出的戀人故事，主題為「永遠的速度」。導演為大久保拓朗。
受賞
- MTV日本音樂錄影帶大獎[16]
  - 最優秀敘事音樂錄影帶獎（2024年）

## 翻唱
- Poppin'Party［戶山香澄（愛美）］×高松燈（羊宮妃那）- 2024年12月29日在手機遊戲『BanG Dream! 少女樂團派對』追加收錄，於2025年10月15日在《BanG Dream! 少女樂團派對！翻唱曲合輯Vol.10》收錄完整版。[17]

## 收錄内容

### CD
| 曲序     | 曲目                      |          | 作曲     | 编曲               | 时长  |
| -------- | ------------------------- | -------- | -------- | ------------------ | ----- |
| 1.       | 幾億光年                  | 福島智朗 | 藤井怜央 | Omoinotake・小西遼 | 4:36  |
| 2.       | アクトレス(女演員)        | 福島智朗 | 藤井怜央 | Omoinotake         | 4:53  |
| 3.       | 幾億光年 (Instrumental)   | -        | 藤井怜央 | Omoinotake・小西遼 | 4:36  |
| 4.       | アクトレス (Instrumental) | -        | 藤井怜央 | Omoinotake         | 4:53  |
| 总时长： | 总时长：                  | 总时长： | 总时长： | 总时长：           | 19:00 |

### Blu-ray/DVD（初回生產限定盤收錄）
- Omoinotake ONE MAN TOUR 2023 Ammolite 2023.10.6 @Zepp DiverCity (TOKYO)

| 曲序 | 曲目                   |
| ---- | ---------------------- |
| 1.   | Blessing               |
| 2.   | Ammonite               |
| 3.   | 夏の魔法のせいじゃない |
| 4.   | 渦幕                   |
| 5.   | トートロジー           |
| 6.   | 幸せ                   |
| 7.   | オーダーメイド         |